# 石野敦士
石野 敦士（いしの あつし、1976年3月2日 - ）は、かつて松竹芸能に所属していた日本のお笑い芸人。お笑いコンビ「Over Drive」のメンバーであった。当時の相方は緒方雅史。俳優業に専念するため、2007年4月に「Over Drive」を解散した。

## 人物
- 身長164cm、体重48kg
- 過去に船曳寿治と「テンショック」というコンビを組んでいて、「爆笑BOOING」に出場したことがある。
- 「テンショック」解散後は、緒方と「Over Drive」を1996年1月に結成し、爆笑オンエアバトルなどの番組に出演。

## 出演

### テレビ
- 最後の晩餐（よみうりテレビ）
- ワンダフル（TBS）
- スターぼうず（BS-i）

### アニメ
- Funny Pets（クレセント）
- サウスパーク（フィリップ）

### 映画
- きょうのできごと
- ×ゲーム（2010年） - 森野悟志 役

### オリジナルビデオ
- 岸和田少年愚連隊 女番哀歌（2007年）
- 殺人動画サイト Death Tube（2010年）
- 2ちゃんねるの呪い Vol.3（2010年）

### ネットシネマ
- マネー・ドロー（香月秀之監督） - 主演
- 探偵事務所5（萩生田宏治監督） 第6話

### 舞台
- 紫式部物語
- アンチリアル